# Honey 3 - Il coraggio di ballare
Honey 3 - Il coraggio di ballare è un film del 2016 diretto da Bille Woodruff.
Terzo capitolo della serie Honey, il film venne pubblicato direct-to-video e reso disponibile su Netflix il 6 settembre 2016.

## Trama
In una prestigiosa scuola sudafricana, la studentessa Melea Martin progetta di realizzare come tesi una rappresentazione in chiave hip-hop del dramma Romeo e Giulietta insieme al fidanzato Erik Wildwood. Il sogno della ragazza sembra però venire meno quando, impossibilitata a pagare la retta, è costretta a lasciare la scuola. Determinata a proseguire nelle sue scelte, Melea decide di affittare un teatro in fallimento ed insieme ad un gruppo di persone, tra cui l'amica d'infanzia Nadine e il compagno di scuola Laser, riuscirà a mettere in scena lo spettacolo affrontando diverse difficoltà tra cui la rivalità con un'altra ballerina appartenente ad un'altra scuola di danza.